# 大麻町中馬詰
大麻町中馬詰（おおあさちょうなかうまづめ）は、徳島県鳴門市の大字。郵便番号は779-0313。

## 地理
鳴門市の南部に位置。北から東は大麻町東馬詰、西は大麻町西馬詰、大麻町市場に接し、また、飛び地が大麻町高畑に接する。南は板野郡北島町に接する。殆どが水田からなる農業地域。旧吉野川を挟んで東西にまたがり、同川には共栄橋が架かっている。
徳島県道226号津慈広島線が堤防上を通り、集落はこの道路沿いに集中している。地内には事代主神社がある。

### 河川
- 旧吉野川

### 小字
- 居屋敷
- 戎免
- 川向
- 堂免

## 歴史
江戸期から町村制の施行された明治22年にかけては板東郡および板野郡の村であった。寛文4年より板野郡に属す。
明治22年に同郡堀江村の大字となった。昭和28年4月より堀江町の大字となる。昭和34年4月に板東町と堀江町が合併し大麻町が誕生し同町の大字となる。昭和42年に大麻町が鳴門市に編入され現在の鳴門市の大字となる。

## 世帯数と人口
2022年（令和4年）7月31日現在の世帯数と人口は以下の通りである。
| 町丁         | 世帯数 | 人口 |
| ------------ | ------ | ---- |
| 大麻町中馬詰 | 33世帯 | 73人 |

## 小・中学校の学区
市立小・中学校に通う場合、学区は以下の通りとなる。
| 番地 | 小学校               | 中学校             |
| ---- | -------------------- | ------------------ |
| 全域 | 鳴門市立堀江南小学校 | 鳴門市立大麻中学校 |

## 施設
- 事代主神社

## 交通

### 道路
都道府県道
- 徳島県道226号津慈広島線